# Piața Victoriei (Timișoara)
La Piața Victoriei (en español: «Plaza de la Victoria»), conocida hasta 1990 como Piața Operei (en español: «Plaza de la Ópera»), es la plaza central de Timișoara (Rumanía). En ella Timișoara fue proclamada, el 20 de diciembre de 1989, durante la Revolución rumana, la primera ciudad del país libre del comunismo. Inicialmente era un bulevar, que fue transformado en una plaza después de que se cerrara su lado sur con la construcción de la catedral ortodoxa de Timișoara. En los dos extremos de la plaza se encuentran la Ópera, al norte, y la catedral ortodoxa, al sur. El paseo desde la Ópera hasta la catedral, en el lado derecho (oeste), se llama Corso, mientras que el paseo en el lado izquierdo (este) se llama Surogat. Ambos tienen conjuntos arquitectónicos protegidos de importancia histórica local.
La plaza contiene varios edificios importantes como el Teatro y Ópera Nacional, la catedral ortodoxa, los cines Timiș, Capitol y Studio, el Museo del Banato, varias galerías de arte, así como numerosas tiendas y cafeterías. Algunos de los eventos culturales más importantes de la ciudad tienen lugar en la Piața Victoriei: JazzTM, Timfloralis, FEST-FDR, Festival de Ópera y Opereta, ferias de Pascua y Navidad, conciertos de año nuevo, etc.

## Historia

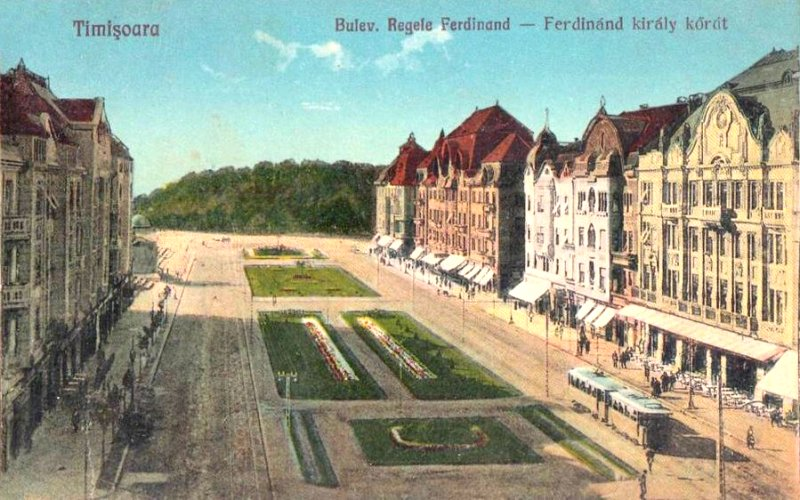
El Bulevar del Rey Fernando en 1926.

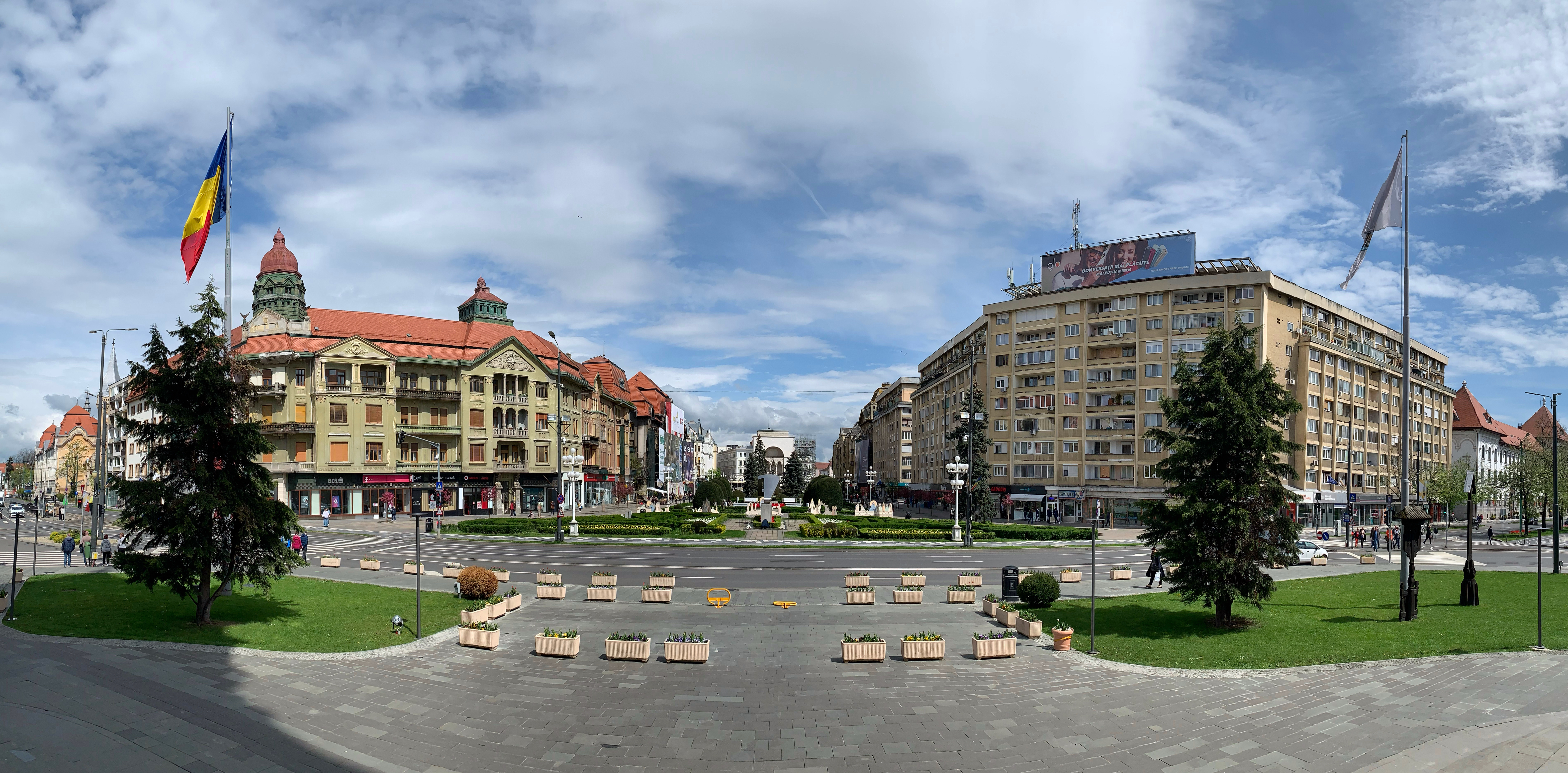
La plaza vista desde la catedral ortodoxa.

La Piața Victoriei fue diseñada a principios del siglo xx, cuando se estaban demoliendo las murallas de la antigua fortaleza y se rediseñó el centro de Timișoara para permitir el desarrollo de la ciudad.
En 1870, con la esperanza de que se tomaría una decisión de desfortificación, se diseñó una pequeña plaza circular aproximadamente en los terrenos de la plaza actual. Sin embargo, no fue hasta que Francisco José I tomó la decisión de cancelar la condición de fortaleza de Timișoara, el 23 de abril de 1892, cuando el arquitecto Ludwig von Ybl elaboró un «plano general de desarrollo de la ciudad», que contemplaba la creación de un ancho bulevar que tendría aproximadamente las dimensiones de la plaza actual. Los proyectos posteriores no cambiaron esencialmente el tamaño de la plaza, solo sus detalles. Hasta 1948, se llamaba Bulevar del Rey Fernando, después de lo cual fue renombrado Bulevar del 30 de Diciembre. La demolición de las fortificaciones empezó en 1899, y el 29 de agosto de 1910 se concedió la licencia de obra para construir el primer edificio que bordea la plaza, el Palacio Lloyd. Los demás edificios en el lado oeste de la plaza fueron construidos a un ritmo rápido hasta 1913. Antes de la Primera Guerra Mundial, en el lado este solo se había construido el imponente Palacio Löffler.
El aspecto de bulevar disminuyó en favor del aspecto de plaza cuando se cerró el lado sur con la construcción de la catedral. El tráfico de automóviles y tranvías siguió pasando por la plaza después de esto, hasta que entre 1988 y 1989, con la eliminación de las vías del tranvía, la plaza fue peatonalizada completamente. La antigua circunvalación, que rodeaba el distrito de Cetate y pasaba delante de la Ópera, también fue cerrada al tráfico.

## Corso
Corso es el nombre del paseo que empieza en la Ópera y termina en la catedral, en el lado derecho (oeste). En el pasado, era el lugar habitual de paseo de la alta sociedad de Timișoara, bien iluminado, con restaurantes y tiendas de lujo. Frente a la Ópera, a la derecha, está el antiguo edificio del Hotel Timișoara. Junto a él, al principio del Bulevardul Republicii, se encuentra el Palacio Weiss. Aquí empieza el paseo propiamente dicho, con el Palacio Lloyd, que alberga el rectorado de la Universidad Politécnica de Timișoara y, en la planta baja, el famoso restaurante Lloyd. En orden siguen el Palacio Neuhausz, el Palacio Merbl, el Palacio Dauerbach, el Palacio Hilt–Vogel y finalmente el Palacio Széchenyi.

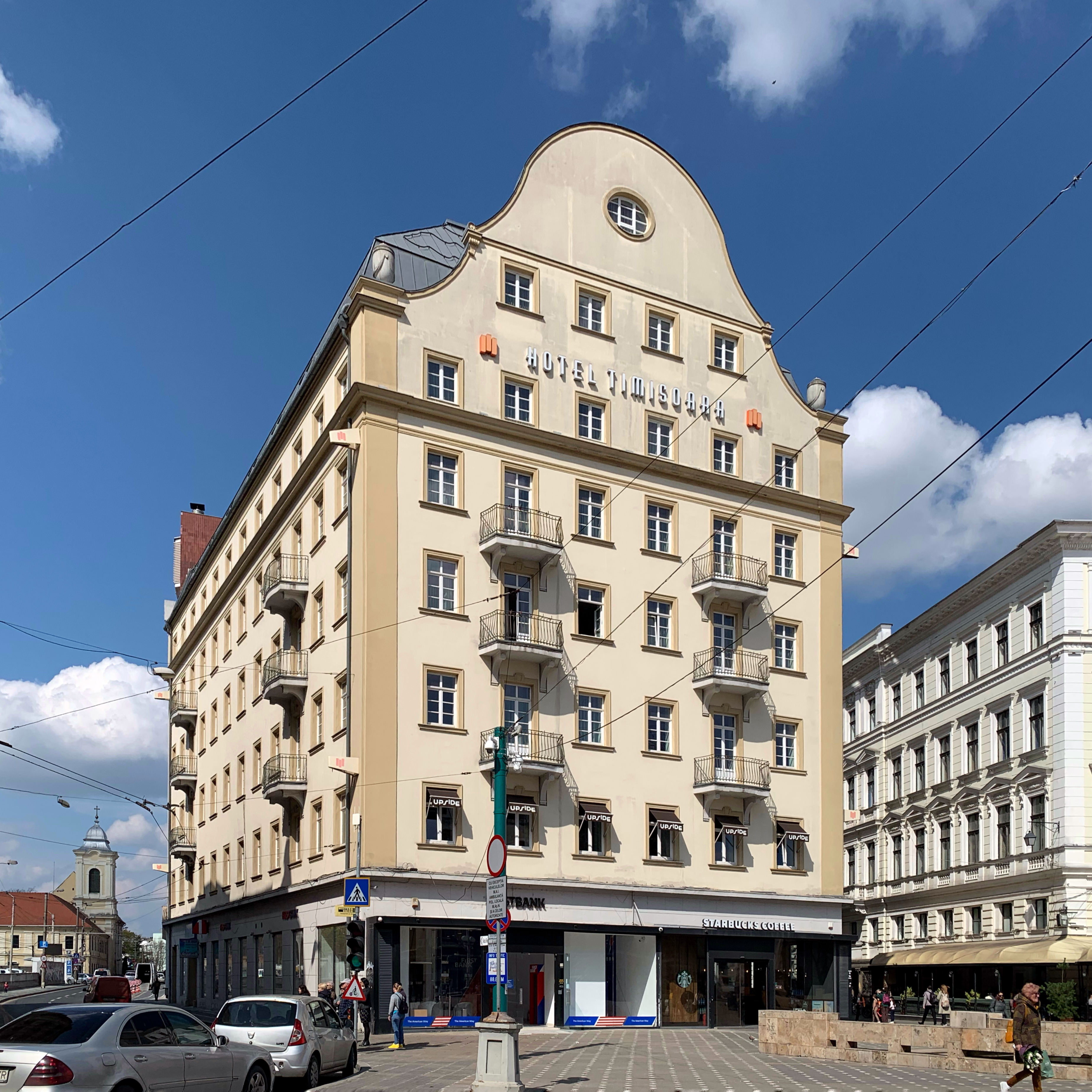
El antiguo edificio del Hotel Timișoara.
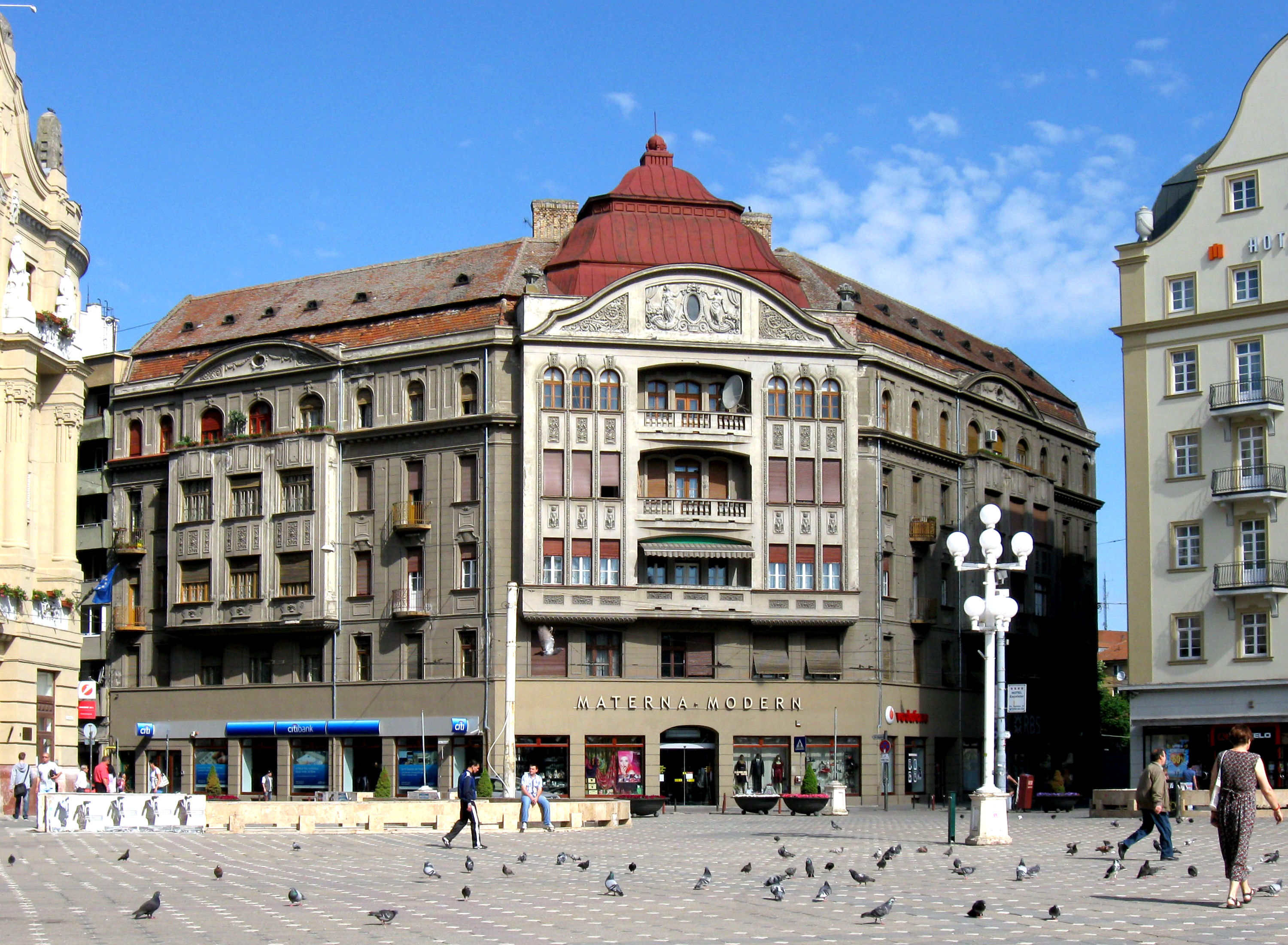
El Palacio Weiss.
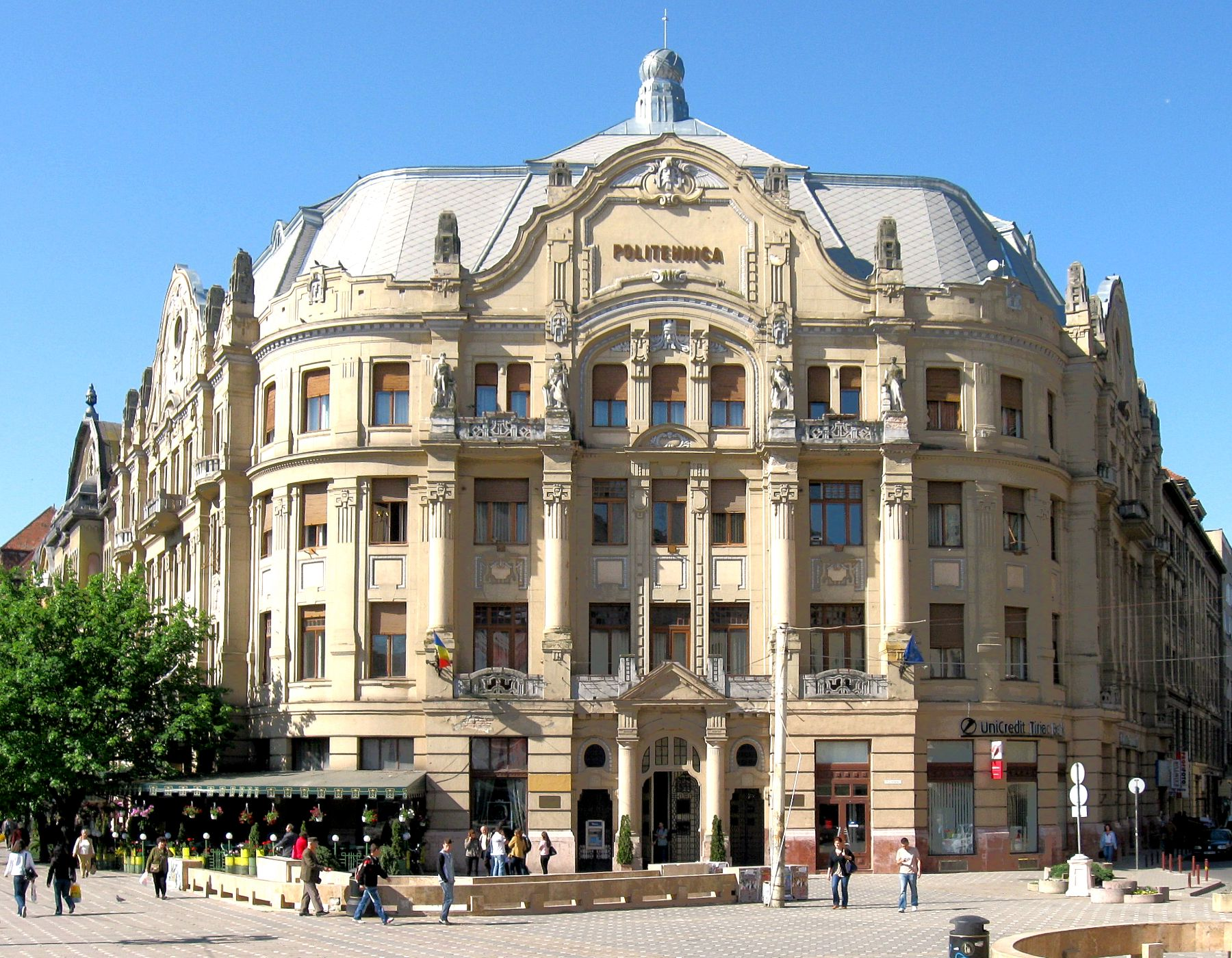
El Palacio Lloyd, con el restaurante homónimo en la planta baja.
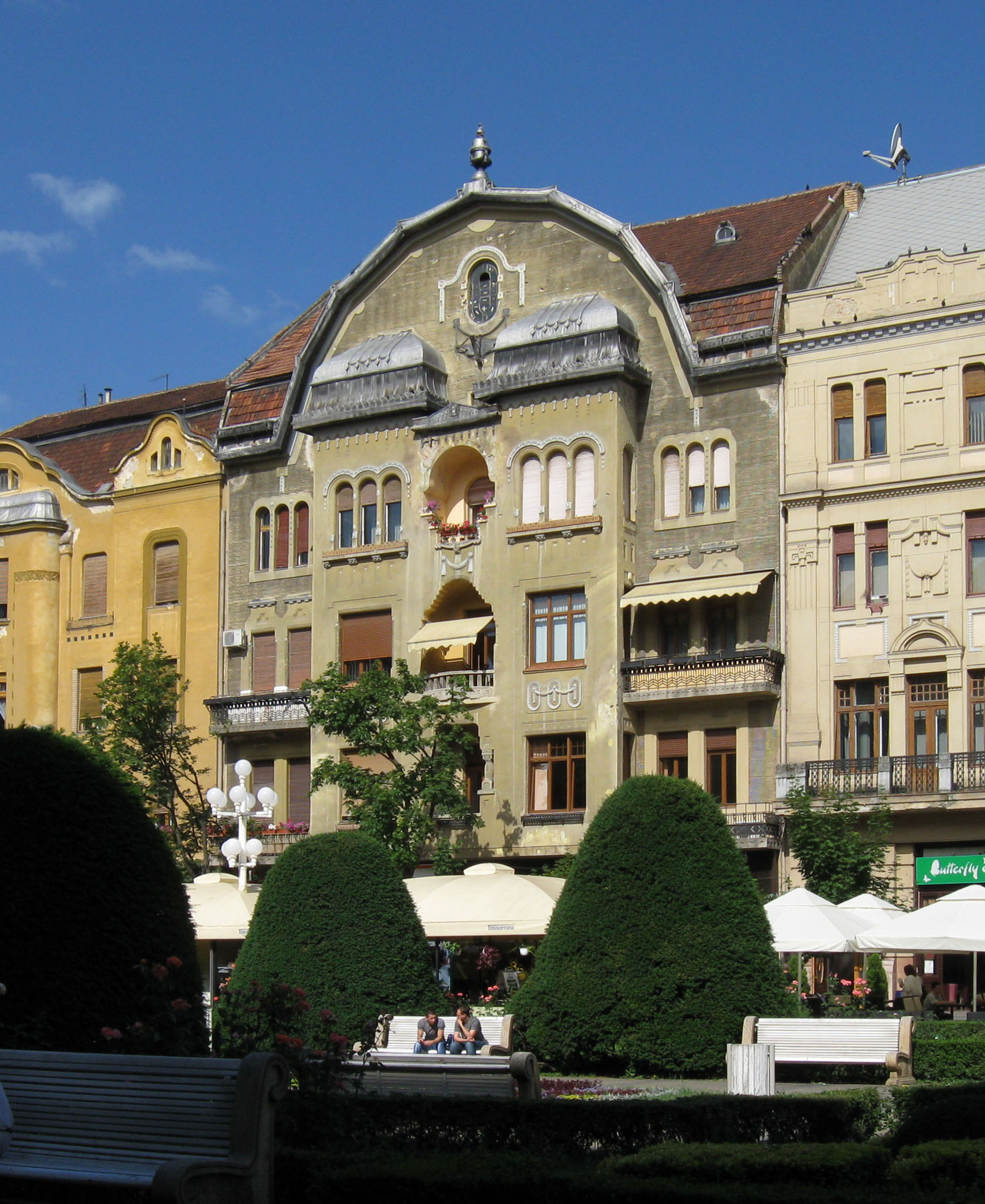
El Palacio Neuhausz.
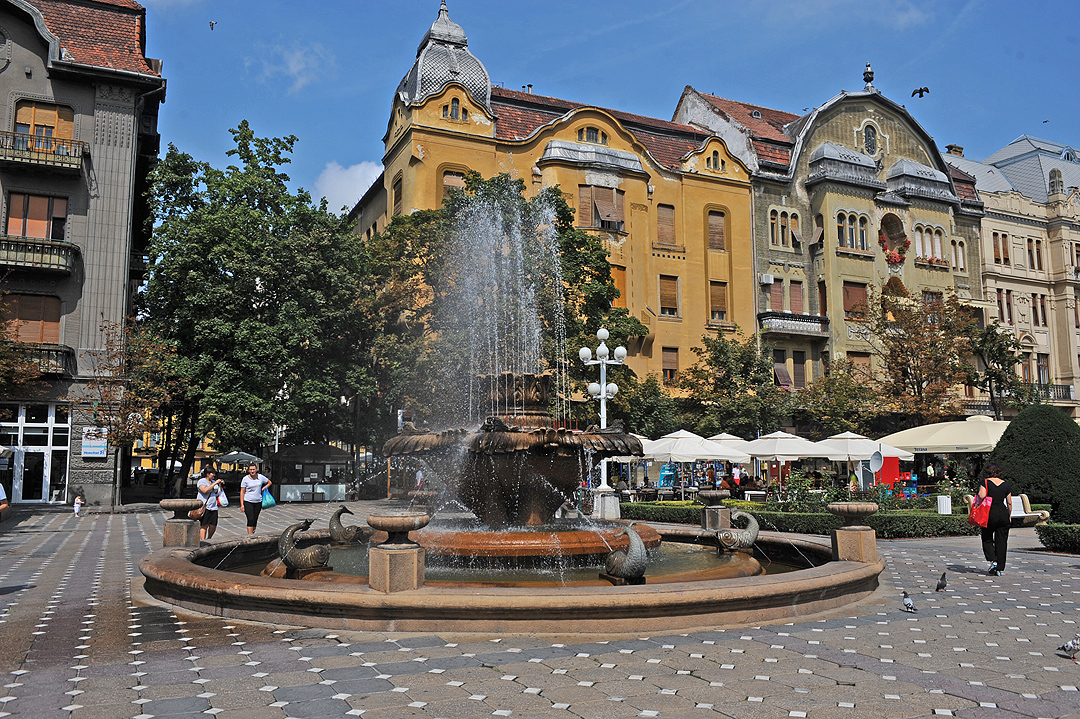
El Palacio Merbl y la «fuente con peces».
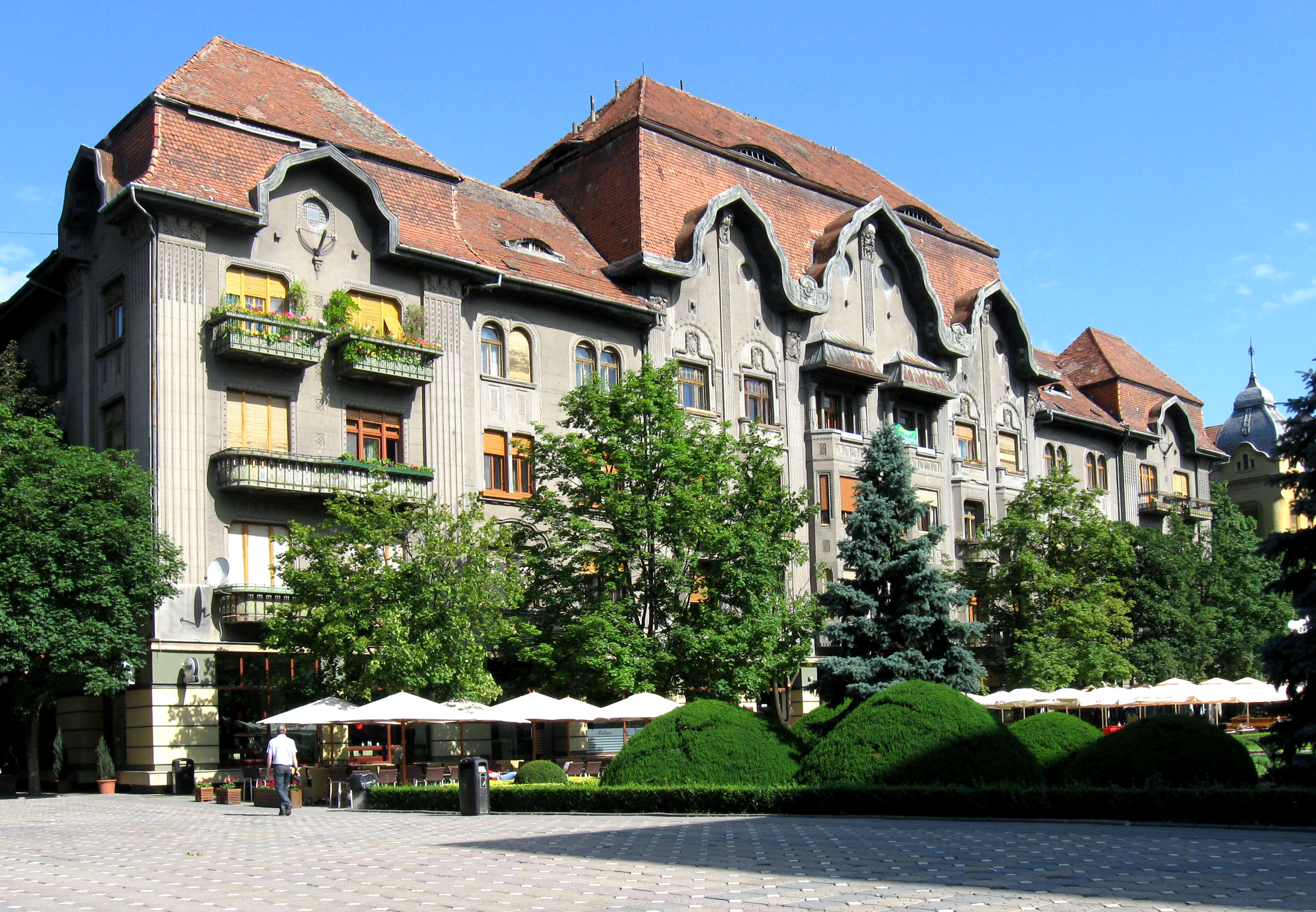
El Palacio Dauerbach.
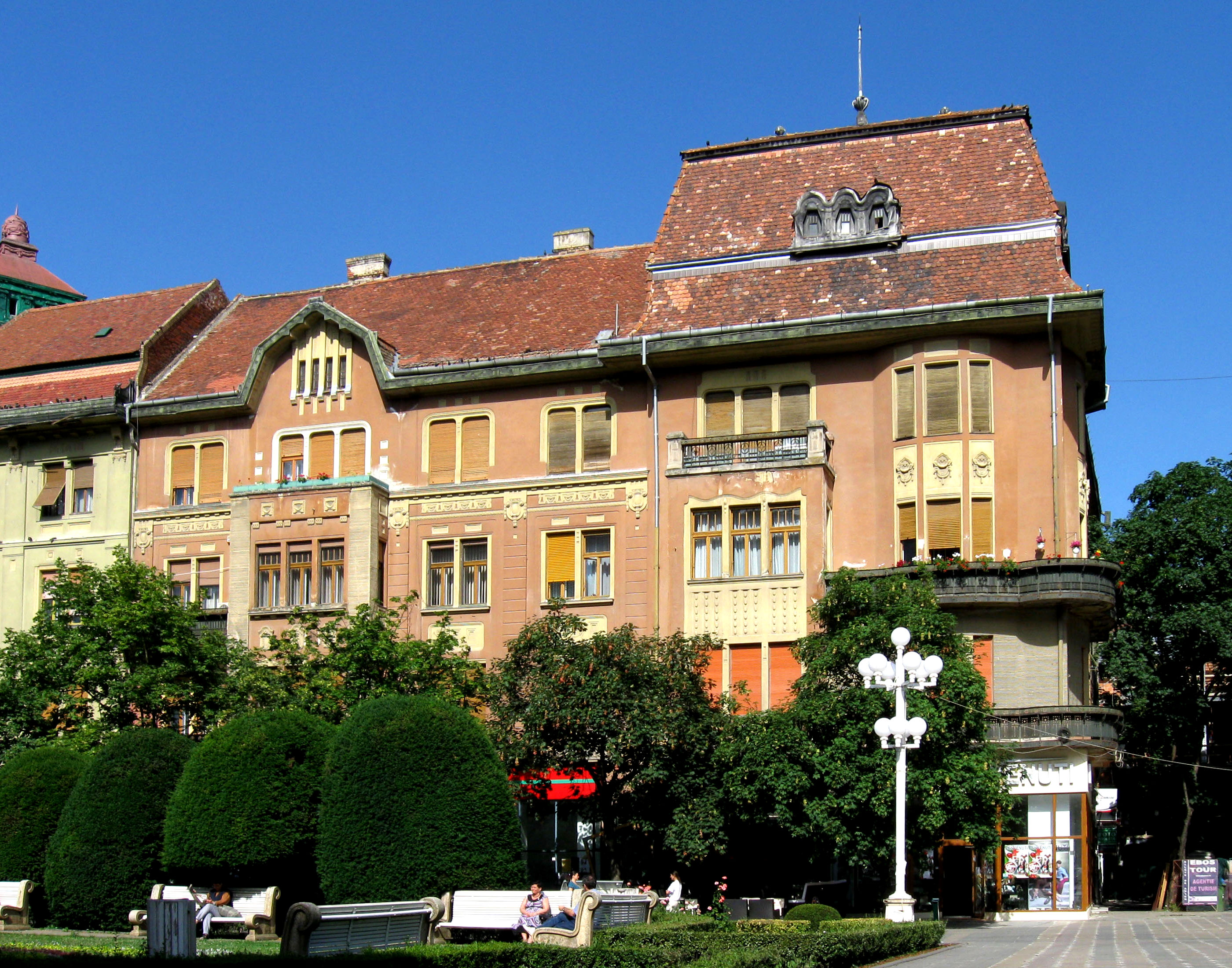
El Palacio Hilt-Vogel.

## Surogat
Surogat es el paseo opuesto, en el lado izquierdo (este), y una prolongación directa de la Strada Alba Iulia. En el pasado, solo los jóvenes y los trabajadores paseaban por aquí. Los estudiantes solo podían acceder con el permiso de su escuela, y los soldados tenían que probar que estaban de permiso para poder caminar por aquí. El primer edificio es el Palacio Löffler, seguido por el Palacio de la Cámara de Comercio, junto al cual, en 1938, se construyó el cine Scala, renombrado posteriormente Studio. Al final del paseo hay una serie de edificios de apartamentos construidos entre 1961 y 1963. Entre un extremo y el otro, hay numerosas tiendas en la planta baja.

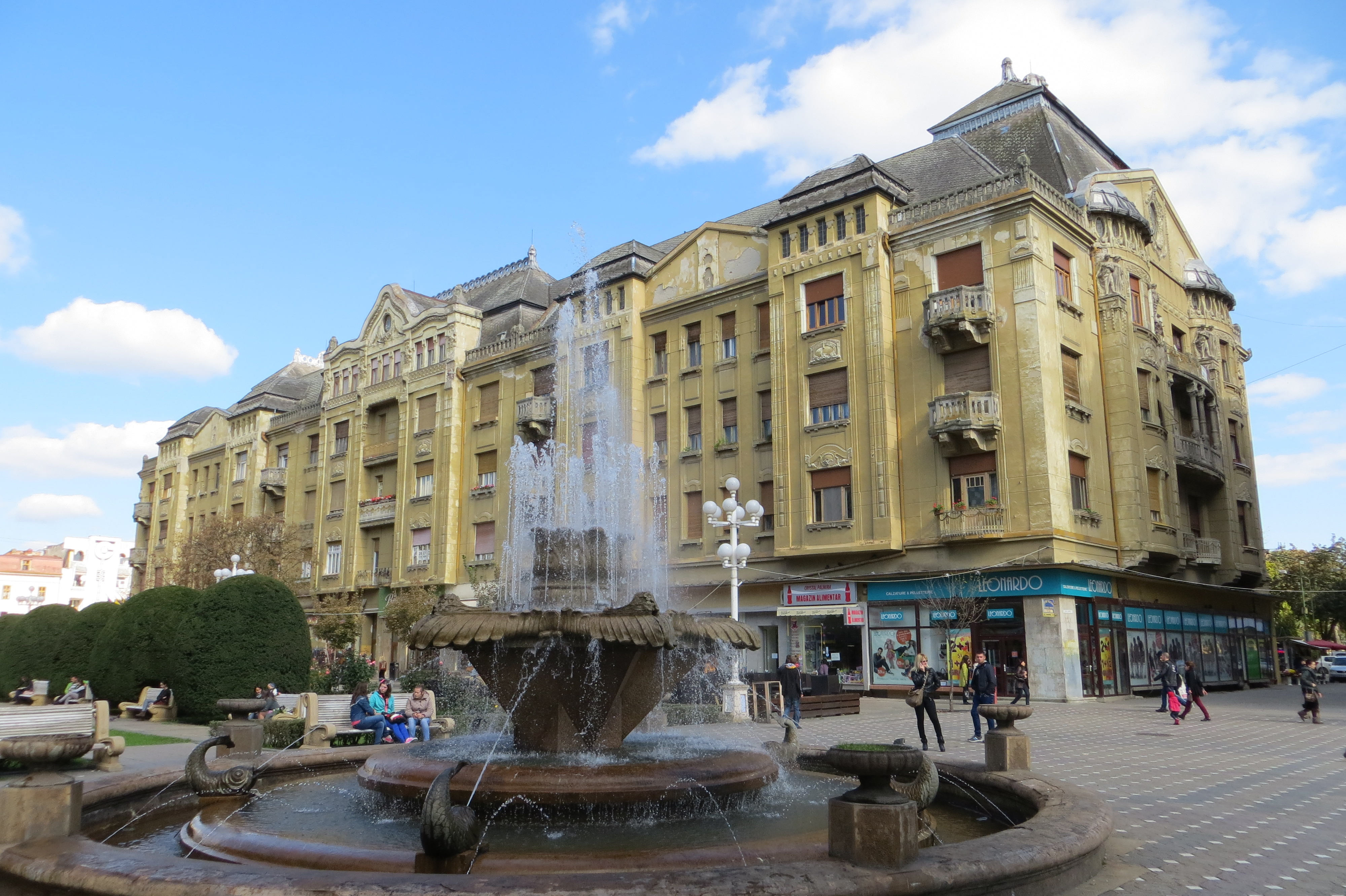
El Palacio Löffler.
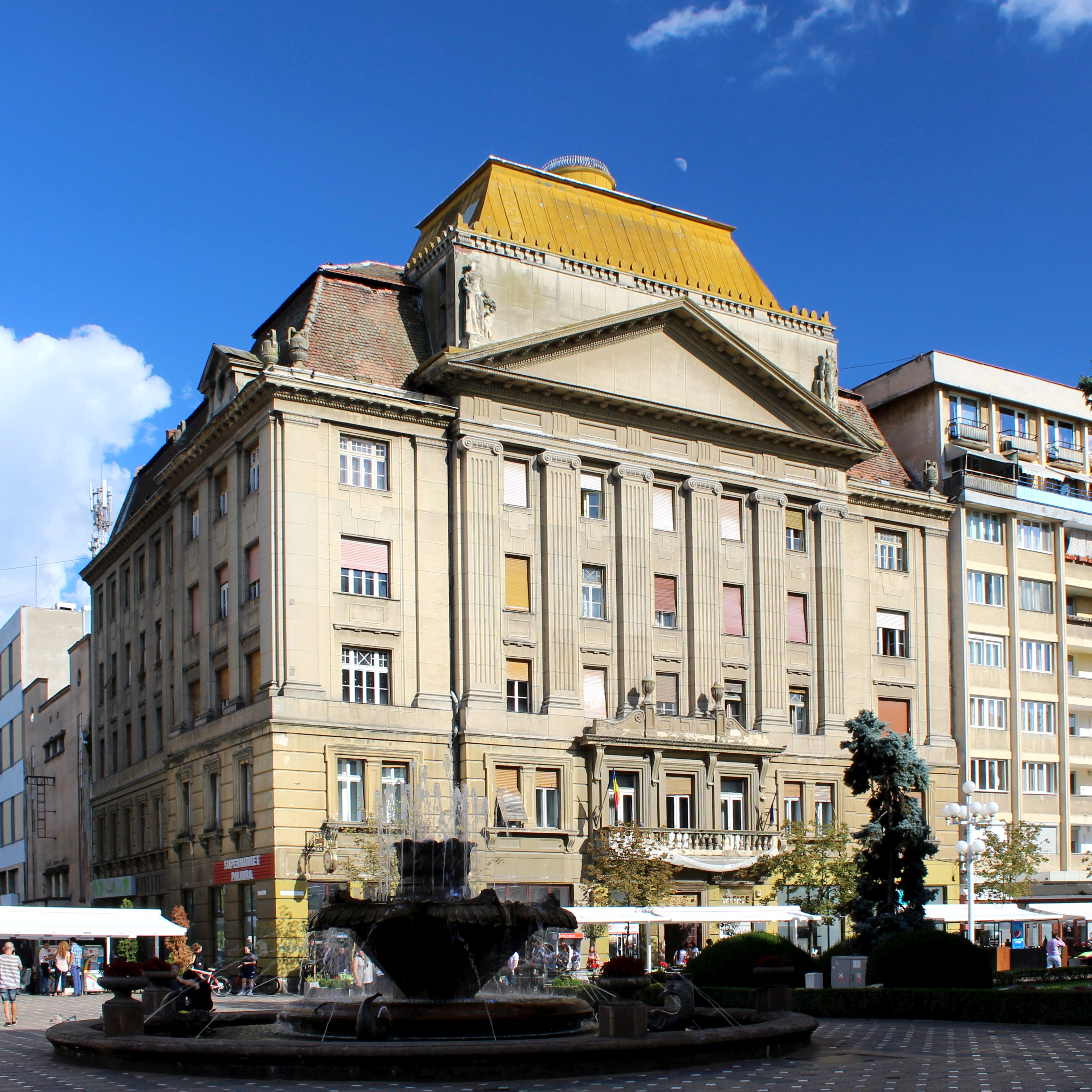
El Palacio de la Cámara de Comercio.
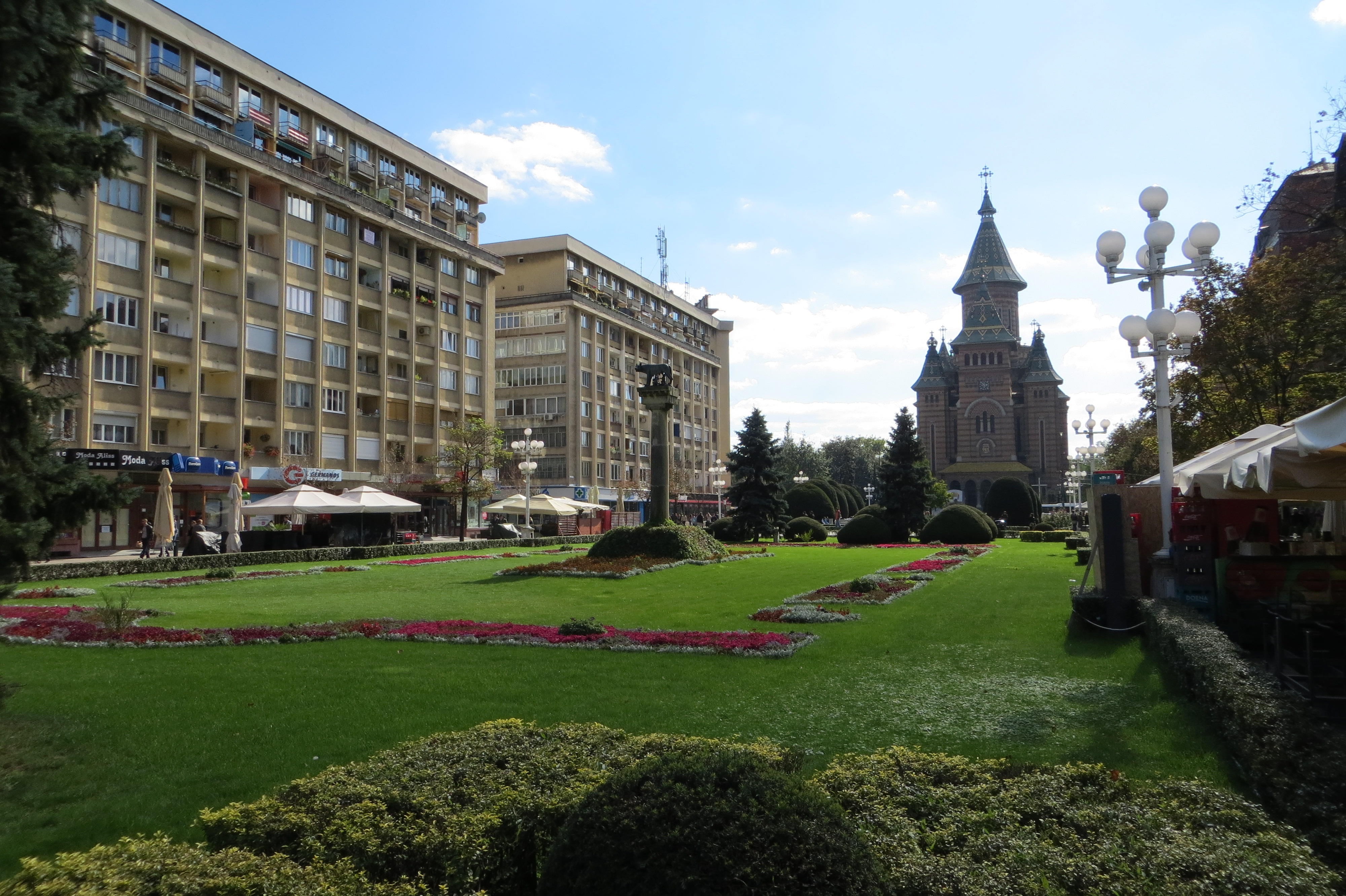
Bloques modernos en el Surogat.

## Monumentos

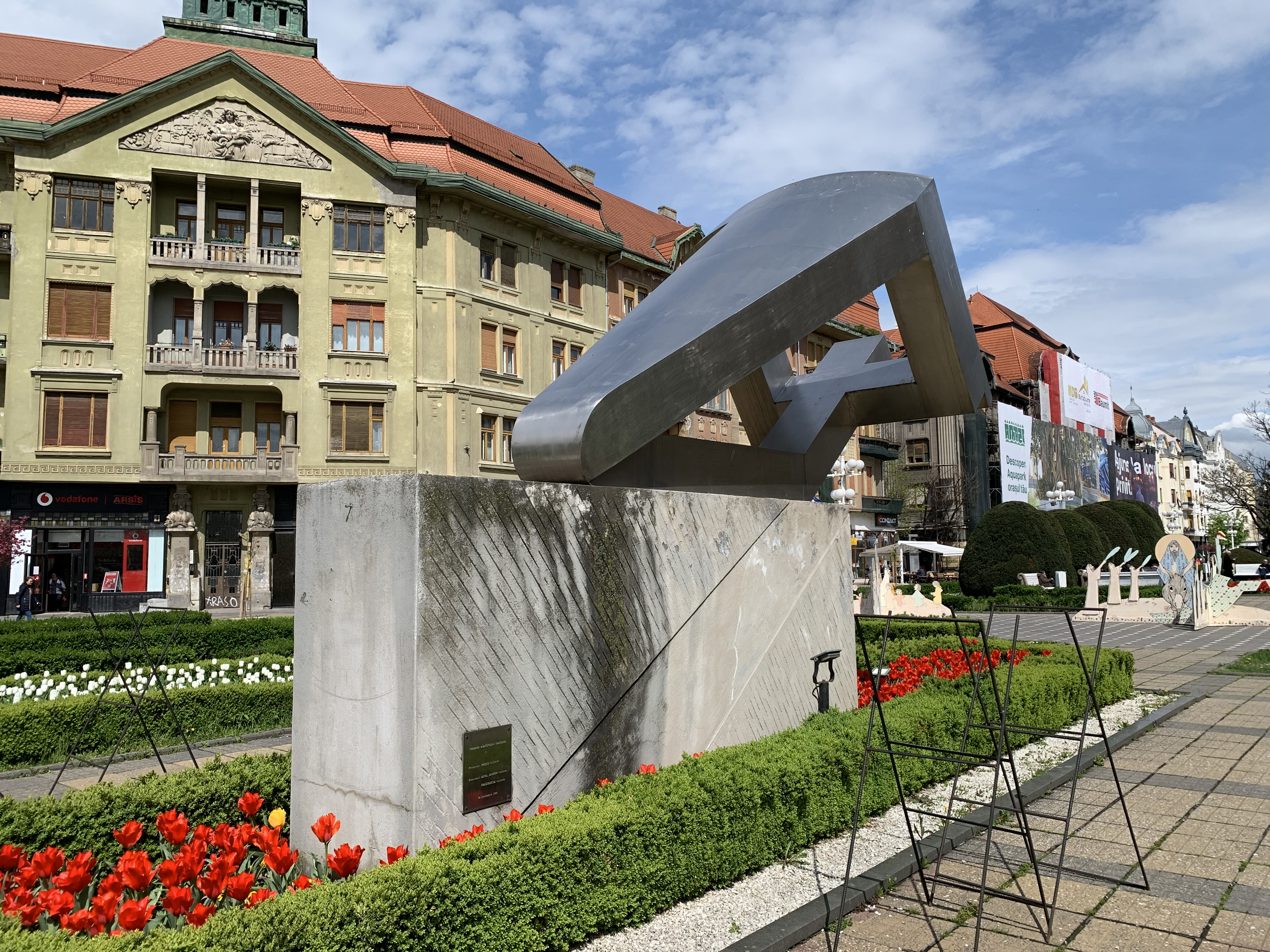
Crucificare, de Paul Neagu.

La «loba con cachorros», sostenida por un pilar de cinco metros de altura, es una réplica de la loba capitolina que fue regalada a Timișoara en 1926 por Roma. La estatua fue derribada durante la Segunda Guerra Mundial, después de que Rumanía cambiara de bando y se volviera en contra de las potencias del Eje con el golpe de Estado de 1944. Los rumanos de Timișoara decidieron protestar así contra la Italia fascista, liderada por Benito Mussolini, que había apoyado a Hungría para apoderarse del norte de Transilvania. Posteriormente, las autoridades locales volvieron a colocar la estatua en su lugar durante una visita de Nicolae Ceaușescu.
Entre la loba capitolina y la Ópera está la «fuente con peces», una fuente artesiana construida en 1957. Inicialmente, tenía la forma de una estrella de cinco puntas. Su nombre se debe a las esculturas con forma de pez que la decoran.
En el extremo sur de la plaza, delante de la catedral, se erigió en 1999 el Monumento a la Crucifixión (Crucificare). Es una obra en acero inoxidable del escultor rumano-inglés Paul Neagu, dedicada a las víctimas de la Revolución de 1989.